# Schönewalde
Schönewalde là một thị xã thuộc huyện Elbe-Elster, tây nam bang Brandenburg, Đức. Thị xã này có cự ly 30 km về phía nam Luckenwalde, và 40 km về phía đông Wittenberg. Diện tích là 155,13 km2.